# East Boston Expressway
Der East Boston Expressway ist eine als Freeway ausgewiesene Straße im Bostoner Stadtteil East Boston im Bundesstaat Massachusetts der Vereinigten Staaten. Die insgesamt 1,2 mi (1,9 km) lange Strecke führt die Massachusetts Route 1A durch die Tunnel Sumner und Callahan bis zum Massachusetts Turnpike am Logan International Airport. Der East Boston Expressway ist der älteste Freeway in Boston.